# Castelu (gmina)
Castelu – gmina w Rumunii, w okręgu Konstanca. Obejmuje miejscowości Castelu i Nisipari. W 2011 roku liczyła 5971 mieszkańców.